# Азовське (Генічеський район)
Азовське (до 27 квітня 1946 року — Юзкуї, Мала Юзкуя, до 2016 року — Фрунзе) — село в Україні, у Генічеській міській громаді Генічеського району Херсонської області, колишній центр Юзкуйської волості. Населення становить 2815 осіб.

## Географія
Село Азовське розташоване за 2 км від узбережжя Утлюкського лиману. Поруч із селом знаходиться пересихаюче солоне озеро Лиман.
З села виходять дороги: на південний захід в Придорожнє і Генічеськ, на північний схід до магістралі М18 і Рикове, на північний захід в село Стокопані, на південний захід до Утлюкського лиману. Через Азовське проходить найкоротший шлях з Мелітополя до Генічеська. Якість дороги задовільна, але транспортний потік невеликий.

## Населення

### Мова
Розподіл населення за рідною мовою за даними перепису 2001 року:
| Мова            | Кількість | Відсоток |
| --------------- | --------- | -------- |
| українська      | 1373      | 48.77%   |
| російська       | 1211      | 43.02%   |
| циганська       | 5         | 0.18%    |
| вірменська      | 5         | 0.18%    |
| білоруська      | 2         | 0.03%    |
| інші/не вказали | 219       | 7.82%    |
| Усього          | 2815      | 100%     |

## Історія
Станом на 1886 рік у селі, центрі Юзкуйської волості Мелітопольського повіту, мешкало 2822 особи, налічувалось 434 двори, існували православна церква, 4 лавки, цегельний завод, 2 колесні, бондарня, 21 вересня відбувався щорічний ярмарок. За 5 1/2 верст — цегельний завод. За 10 верст — цегельний завод, колесня. За 18 верст — цегельний завод. За 25 верст — столярня.
Під час організованого радянською владою Голодомору 1932—1933 років померло щонайменше 29 жителів села.
12 червня 2020 року, відповідно до Розпорядження Кабінету Міністрів України № 726-р «Про визначення адміністративних центрів та затвердження територій територіальних громад Херсонської області», увійшло до складу Генічеської міської громади.
17 липня 2020 року, в результаті адміністративно-територіальної реформи та ліквідації  колишнього Генічеського району увійшло до складу новоутвореного Генічеського району.
24 лютого 2022 року село тимчасово окуповане російськими військами під час російсько-української війни.

## Економіка
- Сади ТОВ «Дніпро»

## Персоналії
- Крутов Василь Васильович (нар. 1949) — український військовий, перший командир української «Альфи», генерал-лейтенант, доктор юридичних наук, професор; народився в Фрунзе.
- Михайло Капітонович Линник — повний Георгіївський кавалер, більшовик, керівник ревкому і командир загонів самооборони Азовського в роки Громадянської війни.
- І. М. Кольцов, М. І. Борисович — комбайнери, кавалери ордена Леніна.
- Л. І. Заболотна — ланкова, кавалер орденів Жовтневої Революції і Трудового Червоного Прапора.